# Приключения Ансельма Лантюрлю
Ансельме Лантурлу — персонаж комиксов, созданный в 1980-е годы французским учёным Жан-Пьером Пёти (род. 1937) для популяризации науки в различных областях, от физики до информатики, чему способствует Софи, которая направляет его в поисках, а также три очень образованных животных: Леон пеликан, Макс птица и улитка Тиресий. Альбомы наполнены встречами с известными учёными разных периодов (например, Эйнштейном или Жан-Мари Сурио). Первоначально серия была опубликована издательством «Белин Паблишинг».
Эта серия является первым примером в истории реального естественно-научного образования через комиксы. Это не комикс, который будет происходить в научном сообществе: цель состоит в том, чтобы получить научные знания. Она родилась из множества рисунков, которые автор должен был создать, чтобы преподавать физические науки и геометрию студентам философского факультета в Экс-ан-Провансе.
Научный уровень целевой аудитории весьма разнообразен: некоторые альбомы могут быть поняты старшеклассниками, большинство выпускниками естественно-научных вузов, а некоторые требуют получения первого университетского уровня по математике.

## Распространение произведений
Издательство «Белин Паблишинг» выпустило четырнадцать альбомов. Четыре других издания, отвергнутые Белином, были опубликованы изданием «Прессенс».
С 1980 года и далее эта серия выходила на нескольких языках:
- на французском языке: «Les aventures d’Anselme Lanturlu»,
- На английском языке: «The Adventures of Archibald Higgins» (два издания на английском и американском языках),
- на немецком языке: «Die Abenteuer des Anselm Wüßtegern»,
- на финском языке: «Anselmi Veikkonen seikkailee»,
- по-итальянски: «Le avventure di Anselmo»,[3][4]
- на португальском языке: «As aventuras de Anselmo Curioso»,
- на русском языке: приключение Ансельма Лантюрлю,[5]
- по-польски: «Przygody Anzelma Roztropka»,
- В эсперанто: «La aventuroj de Anselmo Lanturlup», издательство Monda Asembleo Socia (ISBN 978-2369600350),
- но также на японском (2 альбома) и персидском языках (альбом «Tout est Relatif» с переделанным костюмом Софи, как в американском издании).

Полная серия альбомов Ансельма Лантюрлю с 2005 года распространяется бесплатно на сайте ассоциации «Savoir sans frontières», которая поставила перед собой цель, среди прочего, перевести эти альбомы на как можно большее количество языков. Таким образом, Лантурлу присоединяется к движению онлайн-комиксов, добавляя аспект общественного перевода, еще одно новшество в этой области.
По состоянию на ноябрь 2018 года на 39 языках было выпущено 536 альбомов и оригинальных издания, и на сайте регулярно появляются новые переводы. Наибольшее количество альбомов, скачанных с веб-сайта ассоциации, издано на языках: французском (1,98 миллиона), испанском (1,8 миллиона), немецком (73000), английском (49000), итальянском (48000). Для сравнения, серии Lucky Luke и Корто Мальтезе переведены примерно на двадцать языков, а наиболее широко распространенные серии Астерикс и Тинтин переведены более чем на сто языков.
В 2011 году Издательство «Астропресс» (Биль-Бьенн, Швейцария) выпустило новое издание, в котором собрано большинство альбомов на нескольких языках. Каждому языку посвящены 3 тома, каждый том которых насчитывает более 600 страниц:
- The Scientific Comics of Jean-Pierre Petit (ISBN 9781446775141 ; ISBN 9781446777138)
- Die Wissenschaftlichen Comics von Jean-Pierre Petit (ISBN 9781447535751)
- Les Bandes Dessinées Scientifiques de Jean-Pierre Petit (ISBN 9781446799062)
- Le Bande Designate Scientifici Di Jean-Pierre Petit (ISBN 9781447542131)

Несколько альбомов — это возможность Жан-Пьеру Пети представить на нескольких страницах собственные научные результаты, которые ранее были предметом научных публикаций или других книг. Так и должно быть:
- Стена молчания
- Быстрее света
- Двойная Вселенная
- Топология
- Хронологический указатель
- Логотрон

в 1987 году вышла в свет в СССР книга «О чем размышляют роботы?» (Тираж: 75000 ; Издательство: Мир ; Переводчик: В. Голубев).
В книге известного французского ученого дается оригинальное изложение основных тенденций развития роботов с программным управлением, адаптацией и элементами искусственного интеллекта, построенное на многочисленных забавных иллюстрациях. Однако такая занимательность подачи материала не означает элементарности содержания. Книга предназначена для специалистов, — занимающихся созданием и применением роботов в народном хозяйстве, а также для студентов вузов и широкого круга читателей, интересующихся кибернетикой и робототехникой.
В марте 2019 года компания Anselm перевела на русский язык 28 комиксов.

## Получение произведения публикой

### Лантурлу и академическое сообщество
- (ru) Предисловие к научно-познавательным альбомам Жана-Пьера Пети (предисловие Голубева)
- (fr) Загрузка альбомов на сайте Университета Лиона
- (pt) Скачать первые альбомы на португальском языке на веб-сайте Университета Коимбры.
- (it) Презентация альбомов Лантурлу и ассоциации «Savoir Sans Frontieres» (Савуар без границ) факультетом математики Римского университета.
- (pl) Положительная оценка альбома «черная дыра» в польском научном журнале Foton 84.
- (fr) Винсент Боррелли, лектор, провел 21 октября 2013 года конференцию, организованную математическим полюсом INSA Lyon, под названием: «Какова форма Вселенной?» В качестве примера можно привести альбом «Чудак-геометр».
- (fr) На три альбома Лантурлу Мишель Порт ссылается в своей книге Mémoire de la science, том 1.II, книга без коллекции тетрадей Фонтеная, издания ENS, семинары 1986-87 гг. 88 декабря, Фонтенай/Сент-Клуб, г. Фонтенай, ул.
- (fr) На «Чудак-геометр» ссылается Томас Хаусбергер, Мануэль Бехтольд, в: «Enjeux des Géométries non euclidiennes», Издание IREM de Montpellier; производство группы математики и философии, 2015. <hal-0144292915>
- (fr) На странице Математика и комик математического факультета Тулузского университета приводится серия публикаций Лантурлу; эти альбомы также быстро комментируются в блоге , посвященном математическому образованию.

### Лантурлу и СМИ
- (fr) Первое телевизионное интервью на сайте Лантурлу (1981)[8]
- (fr) Презентация ассоциации «Savoir Sans Frontieres» (Савуар без границ) во время интервью France Inter.
- (bg) Статья (недоступная ссылка) об ассоциации «Savoir Sans Frontieres», опубликованная на веб-сайте болгарской сети Liternet, 17.03.2009 г.
- (fr) Презентация альбома «черная дыра» Jean-Pierre Petit в программе Temps X 2 января 1982 года (archive INA).
- (fr) Ассоциация «Savoir Sans Frontieres» упоминается в интервью Sputnik, 2014/02.
- (fr) Ассоциация «Savoir Sans Frontieres» упоминается в интервью, опубликованном Les Inrockuptibles, 2012/09.